# Shama de les Seychelles
El Shama de les Seychelles (Copsychus sechellarum) és una espècie d'ocell de la família dels muscicàpids (Muscicapidae) endèmica de les Seychelles granítiques. El seu estat de conservació es considera en perill d'extinció.